# Ishinomaki
Ishinomaki (japanska: 石巻市?, Ishinomaki-shi) är en stad på Japans stilla havskust i prefekturen Miyagi, Tohoku, vid floden Kitakami-gawas utflöde. De östra delarna av stadens administrativa område inklusive Oshikahalvön är bergiga medan den västra delen är mer låglänt. Ishinomaki ingår i Sendais storstadsområde.
Staden är ett viktigt valfångstcenter i Japan sedan 1906, med blomstringstiden på 1930-talet. Sedan dess har valfångstindustrin i Ishinomaki minskat men två båtar från staden är med i den mycket kritiserade och pågående japanska valfångsten. Den är också sedan länge en viktig fiskehamn och har sedan sextiotalet då industrihamnen anlades utvecklats till en industristad. 1 april 2005 inkorporerades sex närliggande kommuner med Ishinomaki.
Staden blev hårt drabbat av jordbävningen vid Tohoku 2011, då den efterföljande tsunamin var över 10 meter hög och slog cirka 600 meter upp på land i Ishinomaki.